# Bothriothorax peculiaris
Bothriothorax peculiaris är en stekelart som beskrevs av Howard 1885. Bothriothorax peculiaris ingår i släktet Bothriothorax och familjen sköldlussteklar. Inga underarter finns listade.